# Ego (Biondo)
Ego è il secondo album in studio del rapper italiano Biondo, pubblicato il 2 novembre 2018 su etichetta discografica Sony Music.

## Tracce
1. Personal – 2:43
2. Tokio Hotel – 3:00
3. Facetime – 1:41
4. Vodka – 2:29
5. Notredame – 2:40
6. Hey Shawty – 2:10
7. Tardi – 2:01
8. Strip Club – 2:40
9. Non sento il cuore – 2:06
10. Le borse che ti ho regalato – 2:26

## Classifiche
| Classifica (2018) | Posizione massima |
| ----------------- | ----------------- |
| Italia            | 12                |